# Lac au Menton
Le lac au Menton est un plan d'eau douce du bassin versant de la rivière aux Sables, du réservoir Pipmuacan et de la rivière Betsiamites, situé dans le territoire non organisé de Mont-Valin, dans la municipalité régionale de comté (MRC) Le Fjord-du-Saguenay, dans la région administrative de Saguenay-Lac-Saint-Jean, dans la province de Québec, au Canada.
La foresterie constitue la principale activité économique du secteur. Les activités récréotouristiques arrivent en second.
La route forestière R0201 desservant la partie Nord-Est de la  zec Onatchiway dessert indirectement la vallée de la rivière des Eaux Mortes et du Lac au Menton. Cette route remonte vers le Nord pour contourner le lac Rouvray, puis redescend vers le Sud par la vallée de la rivière Shipshaw,,.
La surface du lac au Menton est habituellement gelée de la fin novembre au début avril, toutefois la circulation sécuritaire sur la glace se fait généralement de la mi-décembre à la fin mars.

## Géographie
Les principaux bassins versants voisins du lac au Menton sont :
- Côté Nord : Rivière Betsiamites, Baie aux Sables, réservoir Pipmuacan ;
- Côté Est : Rivière aux Sables, rivière Betsiamites, réservoir Pipmuacan, rivière à Paul, rivière Andrieux ;
- Côté Sud : Rivière aux Sables, rivière La Sorbie, rivière La Maria, rivière Jérémy, rivière François-Paradis ;
- Côté Ouest : Rivière aux Chutes, lac La Sorbière, lac Pamouscachiou, rivière Saint-Yves, réservoir Pipmuacan[1].

Le lac au Menton comporte une longueur de 16,5 km, une largeur maximale de 4,0 km dans la partie Nord et une altitude de 487 m. Son pourtour complexe compte 56 km. Ce lac comporte une presqu'île étroite de 5 km laquelle sépare le lac en deux parties. Ce plan d’eau est surtout alimenté par la rivière des Eaux Mortes.
Le lac au Menton est situé entièrement en milieu forestier dans le territoire non organisé de Mont-Valin. Il est enclavé entre les montagnes de proximité dont les principaux sommets atteignent 671 m au Sud-Est, 598 m au Sud et 610 m à l’Ouest.
L’embouchure du lac au Menton est localisée à :
- 2,1 km à l’Ouest de l’embouchure de la décharge du Lac des Eaux Mortes ;
- 55,3 km au Sud-Ouest du barrage de la centrale Bersimis-1 ;
- 33,6 km au Nord-Est du barrage à l’embouchure du lac Pamouscachiou ;
- 72,2 km au Sud-Ouest du centre du village de Labrieville ;
- 144,8 km à l’Ouest de l’embouchure de la rivière Betsiamites (confluence avec l’estuaire du Saint-Laurent)[4],[5],[1].

À partir de l’embouchure du lac au Menton, la décharge coule sur 3,9 km vers l’Est, entièrement en zone forestière, en formant un crochet vers le Nord de 1,1 km, jusqu’à la rive Ouest de la rivière aux Sables. Cette confluence est située à 0,8 km au Sud de l’embouchure de cette dernière rivière.
De là, le courant descend remonte d’abord vers le Nord pour rejoindre le courant de la rivière Betsiamites lequel traverse le réservoir Pipmuacan, puis coule généralement vers le Sud-Est, jusqu’à la rive Nord-Ouest de l’estuaire du Saint-Laurent.

## Toponymie
La configuration du rivage ouest de ce plan d’eau ressemble vaguement au visage d'homme vu de profil : front haut, nez perpendiculaire et étiré, menton très allongé. Cette dernière caractéristique contribua à nommer cette nappe d'eau ; cette caractéristique avait été remarquée en 1892 par l'arpenteur J.-B.-A. Hould. Le secteur environnant, montagneux et boisé, est exploité pour la chasse et la pêche sportives par une pourvoirie.
Le toponyme « Lac au Menton » a été officialisé le 5 décembre 1968 à la Banque de noms de lieux de la Commission de toponymie du Québec.